# Matic Rebec
Matic Rebec (Postumia, 24 gennaio 1995) è un cestista sloveno.

## Carriera
Con la Slovenia ha disputato i Campionati europei del 2017.

## Palmarès

### Squadra
- Coppa di Slovenia: 2

Krka Novo mesto: 2016
Cedevita Olimpija: 2023
- Supercoppa slovena: 1

Krka Novo mesto: 2016

### Nazionale
- Europei: 
Romania/Finlandia/Israele/Turchia 2017